# United Overseas Bank
United Overseas Bank Limited (comúnmente conocido como UOB; en chino tradicional, 大華銀行有限公司; en chino simplificado, 大华银行有限公司; pinyin, Dàhuá Yínháng Yǒuxìan Gōngsī, Banco Unido de Ultramar) es un banco multinacional singapurense con sede principal en Singapur y con la mayoría de sus sucursales en los países del sudeste asiático. Fundado en 1935 como United Chinese Bank (UCB) por el empresario de Sarawak Wee Kheng Chiang, el banco se creó junto con un grupo de empresarios de origen chino. El banco es el tercero del sudeste asiático por sus activos totales.
UOB ofrece servicios de banca comercial y corporativa, servicios financieros personales, banca privada y servicios de gestión de activos, así como servicios de financiación corporativa, capital riesgo, inversiones y seguros. Cuenta con 68 sucursales en Singapur y una red de más de 500 oficinas en 19 países y territorios de Asia-Pacífico, Europa occidental y Norteamérica.